# Vaitupu
Vaitupu es la isla más grande de la nación oceánica de Tuvalu. Está situada a 7,48 grados sur y 178,83 grados oeste. La capital es Asau.

## Población
Vaitupu tiene la segunda mayor población de Tuvalu, contando con 1.591 habitantes, según el censo de 2002. Anualmente, llegan 600 estudiantes de edades entre 13 y 21 de todo el archipiélago para asistir a la única escuela secundaria del país, Motufoua. A pesar de su relativamente gran tamaño, la isla se atestó durante los años 40 ya que varias familias emigraron a Fiyi. 

## Contexto geográfico
La isla, que cubre aproximadamente 5,6 kilómetros cuadrados, incluye pantanos, manglares, un filón coralino y una laguna grande. La segunda isla en extensión es Tofia.

## Equipamientos
La única aldea en Vaitupu consiste en las vecindades Tumaseu y Asau. Hay una iglesia, una escuela primaria, por lo menos una pensión y una oficina de correos. La escuela secundaria (Motufoua) está a menos de 2 kilómetros, y el hospital cerca de 1 kilómetro.

## Accesos
Hoy, a Vaitupu se puede llegar por barco privado o con el servicio del Nivaga II, barco operado por el gobierno que cubre la distancia entre Vaitupu y Funafuti regularmente. También se puede llegar nadando.

## En las noticias
Vaitupu recibió la atención mundial en 2000, cuando un fuego en un dormitorio en la escuela de Motufoua mató a 18 jóvenes mujeres  y a un supervisor adulto. Fue descubierto más adelante que el fuego fue causado por una estudiante que usaba una vela para leer durante la noche. El primer ministro Ionatana declaró una tragedia nacional y viajó rápidamente a la isla para atestiguar las consecuencias.
Era una escuela primaria llamada Elisefou (Ellice nuevo) en Vaitupa. La escuela se inauguró en Vaitupa en 1923 y se cerró en 1953. Su primer director, D.G. Kennedy, era conocido por no vacilar en disciplinar a sus estudiantes. 
Los dos tuvaluanos más famosos de la escuela eran primer gobernador general de Tuvalu, sir Penitala Teo, su primer ministro, Toaripi Lauti.